# Flying Tiger Line
Flying Tiger Line, también conocida como Flying Tigers, fue la primera aerolínea de vuelos regulares de carga en los Estados Unidos y una de las mayores operadoras de vuelos chárter militares durante la época de la Guerra Fría, tanto de carga como de pasajeros (estos últimos con aviones alquilados). La aerolínea fue creada por Robert William Prescott.
La aerolínea recibe su nombre de la unidad aérea Flying Tigers de la Segunda Guerra Mundial, oficialmente el 1.er Grupo Voluntario Americano. Diez antiguos pilotos de dicha unidad fueron quienes fundaron Flying Tiger Line (inicialmente llamada National Skyway Freight) tras regresar a los Estados Unidos en 1945, utilizando una pequeña flota de aviones de carga Budd RB Conestoga adquiridos del excedente con que contaba la Armada de los Estados Unidos. Durante los siguientes cuatro años, Flying Tiger Line transportó carga aérea por contrato.
En el transcurso de los años, Flying Tigers transportó un buen número de elementos únicos, incluyendo a la famosa orca Shamu y la antorcha de la Estatua de la Libertad.

## Historia

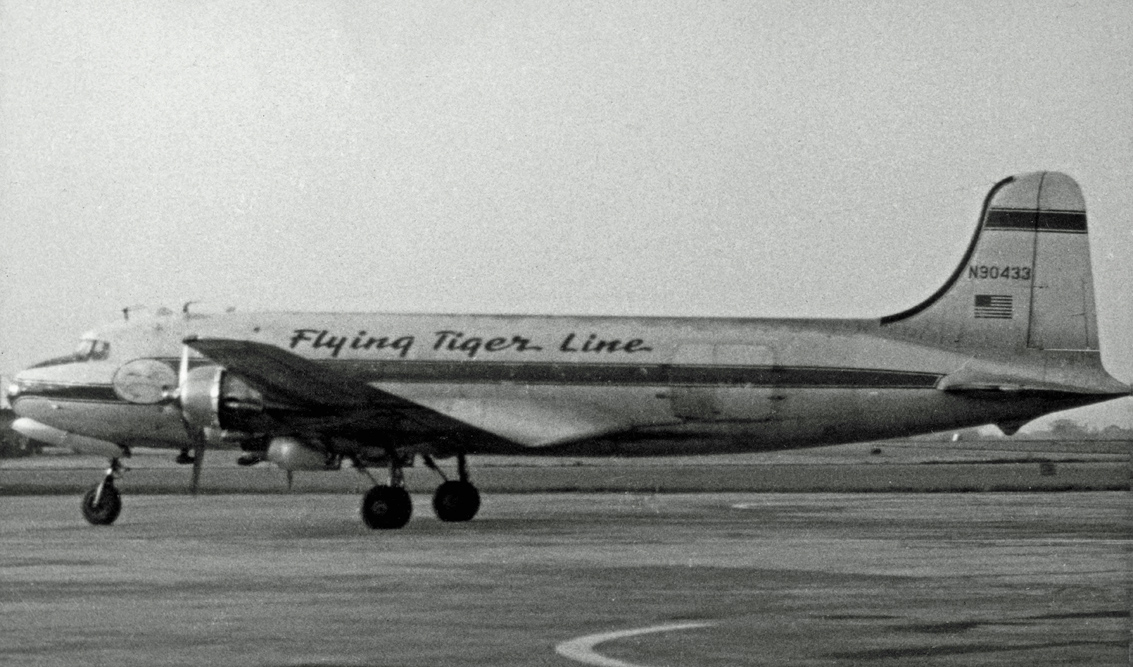
Douglas C-54A Skymaster de Flying Tiger Line en el Aeropuerto de Mánchester en mayo de 1955.

En 1949, la Junta de Aeronáutica Civil premió a Flying Tiger Line por establecer la primera ruta comercial de carga aérea en los Estados Unidos, una ruta de costa a costa del país partiendo de Los Ángeles y San Francisco, California a Boston, Massachusetts. Poco después, la compañía comenzó a fletar aviones de pasajeros para grupos de viajeros mediante su flota de Lockheed Constellation, Douglas DC-4 y DC-6, convirtiéndose en la mayor aerolínea de vuelos chárter transatlánticos durante la década de los 50.
Durante la guerra de Corea, los aviones de Flying Tiger fueron fletados para transportar tropas y provisiones de los Estados Unidos a Asia. Flying Tigers fue más tarde premiada con rutas de carga a Japón, China, y el sureste de Asia. La aerolínea también jugó un papel decisivo en la construcción del sistema de Alerta Temprana de la Guerra Fría, transportando equipamientos a las bases de dicho sistema en el norte de Canadá y Alaska.
Flying Tiger Line compró aviones Canadair CL-44 en 1961, convirtiéndose así en uno de los primeros operadores del mundo en ofrecer en sus vuelos contenedores de tipo pallets. En 1965, Flying Tiger Line entró en su era de vuelos a reacción, con su primer avión de este tipo (un Boeing 707); en 1974, la aerolínea recibió su primer Boeing 747.
A mediados de los 80, Flying Tigers ofrecía vuelos regulares de carga a los cinco continentes. En 1980 superó a Pan American World Airways como la compañía de carga aérea más grande del mundo tras adquirir a su contrincante de carga aérea Seaboard World Airlines el 1 de octubre de 1980. 
También efectuó vuelos militares, siendo los más importantes los de las rutas con Douglas DC-8 entre la Base Aérea de Travis, California, y Japón en los 70, y el vuelo semanal de pasajeros con Boeing 747 entre la Base Aérea Clark, Filipinas, y San Luis, Misuri pasando por Japón, Alaska, y Los Ángeles durante los años 80.
Federal Express adquirió Flying Tigers en diciembre de 1988. El 7 de agosto de 1989, Federal Express fusionó los vuelos de Flying Tigers en sus propias operaciones.
Flying Tigers también transportó ganado para Airplanes. Efectuaron frecuentemente transportes de animales en contenedores semejantes en tamaño y aspecto a los actuales contenedores estándar AMJ utilizados en las operaciones de vuelo de FedEx.

## Flota

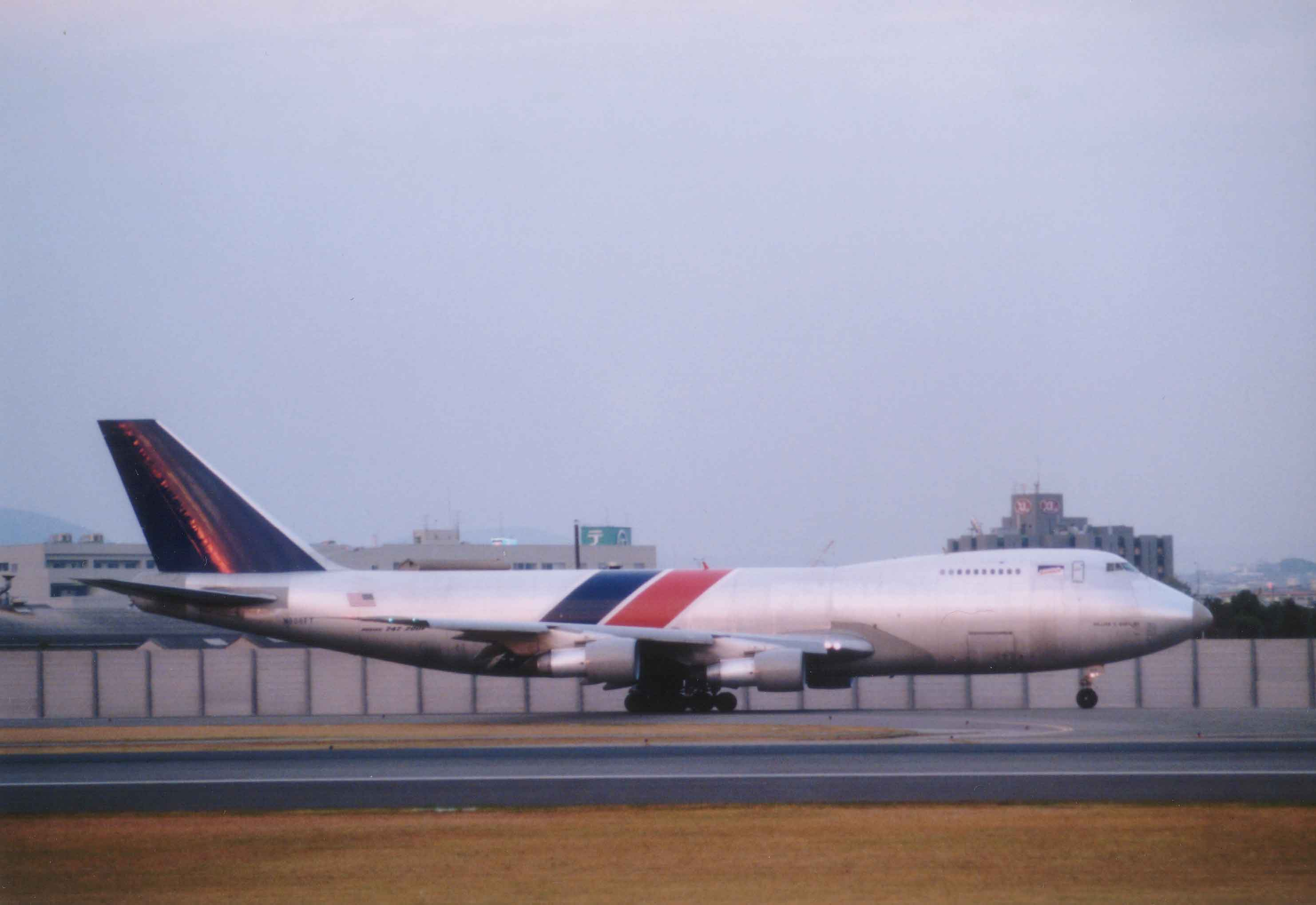
Boeing 747-200 de Flying Tiger Line.

En el momento de su venta, Flying Tigers operaba los siguientes aviones:
- 8 Boeing 747-100
- 13 Boeing 747-200
- 19 Boeing 727-100
- 6 Douglas DC-8-73

## Accidentes e incidentes
- Vuelo 739 de Flying Tiger Line: 16 de marzo de 1962, 107 desaparecidos (se les presupone muertos).
- Accidente del Canadair CL-44 de Flying Tiger Line de 1966: 107 muertos.